# Davide di Salonicco
Davide di Salonicco (Mesopotamia, 450 circa – Salonicco, 535/541) è stato un monaco cristiano bizantino, venerato come santo e ricordato il 26 giugno.

## Biografia

### L'esperienza monastica
Da quello che si legge in tutte le fonti storiche, tra cui la sua biografia scritta da un anonimo autore di Salonicco tra 715-720, Davide nacque probabilmente in Mesopotamia intorno all'anno 450 e morì a Salonicco, fra il 535 e il 541. Non sappiamo perché Davide abbia viaggiato dalla Mesopotamia a Salonicco, ma diverse fonti indicano che venisse da qualche parte nell'est.
A Salonicco Davide si fece monaco nel Monastero dei SS. Teodoro e Mercurio, altrimenti noto come Monastero Koukouliaton (Κουκουλιατων), in giovane età tra il 465 e il 470. Era conosciuto come Koukouliaton per i mantelli che i monaci portavano e che sono raffigurati nelle icone del Santo. Difatti, nel gennaio del 1944, è stata trovata una lapide di marmo nel cimitero ebraico che rappresentava un'icona di san Davide risalente al X secolo in cui indossa un mantello con cappuccio appeso alle spalle.
Sappiamo che il Monastero dei SS. Teodoro e Mercurio era vicino alle mura della città, presso la porta nota come Aproiton. Siamo inoltre informati che nei pressi c'era un altro monastero, noto come Monastero Aproiton, anche se è possibile che si tratti di un altro nome per il monastero stesso. La parola "Aproiton" indica, probabilmente l'austera regola dei monasteri, in quanto indica che i monaci non erano autorizzati a lasciare il convento. Questa porta era probabilmente situata lungo le mura a nord della città, a ovest dell'Acropoli che i Turchi chiamarono, durante il dominio ottomano, Eski Delik. Si crede che il Monastero dei SS. Teodoro e Mercurio, dove Davide ha vissuto una vita monastica, fosse al di fuori di questa porta lungo le mura. Altri dicono che il monastero fosse a nord-est dell'Acropoli in una zona conosciuta come il Giardino delle Pecore, ma questo sembra poco plausibile in quanto l'Aproiton è troppo distante a ovest. Tuttavia non siamo ancora sicuri di dove fosse la porta nota come Aproiton, in realtà. A complicare ulteriormente le cose per la localizzazione del luogo effettivo di questo monastero, una biografia ci dice che il monastero si vedeva dalla spiaggia. Se questo è vero, allora il monastero avrebbe dovuto molto probabilmente essere all'interno delle mura della città, a ovest dell'Acropoli lungo la parete nord.

### L'ascesi eremitica
Al Monastero dei SS. Teodoro e Mercurio, Davide ha vissuto una vita di preghiera, digiuno, veglie, umiltà, meditazione della Sacra Scrittura e coltivazione di tutte le virtù. Quando l'abate del monastero morì, i monaci del monastero ritennero Davide il solo degno di sostituirlo grazie ai suoi doni spirituali. Tuttavia Davide rifiutò questo onore e decise invece di vivere la sua ascesi arrampicandosi su un mandorlo, alla destra della chiesa (la katholikon del monastero), vivendo lì per tre anni. Una fonte ci dice che questo albero fosse tra due chiese site all'interno del monastero. Per tre anni questo Santo subì le prove più estreme, come i santi stiliti (alcuni dicono che dovette sopportare pene maggiori, perché l'albero non offriva riposo a causa delle sue costanti oscillazioni sotto i forti venti), sopportando il freddo aspro dell'inverno e il caldo cocente dell'estate e completamente esposto a tutti gli elementi del clima.
Va notato che, sebbene Davide sia stato a Salonicco il primo asceta conosciuto come dendrita (uomo che vive sugli alberi), questo tipo di ascetismo era praticato in luoghi come la Siria e Mesopotamia. Inoltre un interessante riferimento è un dipinto nel XIV secolo nella Chiesa di Chora a Costantinopoli, dove san Davide è mostrato all'ingresso della cappella funeraria ed è posizionato equidistante fra il "Cristo che chiama Zaccheo" (che salì su un sicomoro per vedere Cristo che entrava in Gerico) e Mosè davanti al roveto ardente.
Terminati questi tre difficili anni, un Angelo del Signore lo istruì di vivere nel silenzio in una cella e gli predisse che avrebbe dovuto "realizzare un altro atto d'amore" prima di morire; Davide scese dal mandorlo e si ritirò in una cella preparata dai suoi discepoli, in presenza di Doroteo, arcivescovo di Salonicco (c.497 - c.520), e di molti sacerdoti devoti e di fedeli che si riunirono per vedere questo evento. Giovanni Moschos scrive che questa cella era fuori delle mura della città: "circa tre stadi al di là delle mura della città", che sarebbe a poco più di 555 metri oltre le mura senza dubbio vicino al suo monastero. Dal fatto che l'arcivescovo Doroteo era presente a questo evento, possiamo ipotizzare che Davide sia entrato nella sua cella entro i primi due decenni del VI secolo.
Per il vivere come un recluso nella sua cella e per le sue impareggiabili gesta ascetiche, questo monaco fu considerato un angelo di Dio da parte del popolo. Molte persone andarono a chiedere le sue preghiere e sono segnalate numerose guarigioni da possessione demoniaca, da malattie e sofferenza. 
In un miracolo che ci viene riportato si dice che un giovane era posseduto da un demone e andò da Davide gridando: "Liberami, Davide, perché il fuoco che viene dalla tua cella mi brucia". Sentito ciò Davide raggiunse la sua mano attraverso una piccola finestra della sua cella e tenne il giovane dicendo: "Nostro Signore Gesù Cristo, il Figlio del Dio vivente, ti comanda di andare via dalla sua creatura, o spirito immondo!". Dopo aver fatto il segno della croce sul giovane, il demone fu immediatamente scacciato e tutti meravigliati glorificarono Dio che glorifica chi lo prega con opere grate a Dio.

### Il viaggio a Costantinopoli
Il silenzio di Davide si interruppe qualche tempo dopo il 520, quando l'arcivescovo Doroteo morì. Il suo successore, l'arcivescovo Aristeide, insieme ad un gruppo di clerici e fedeli, si recò alla cella del Santo pregandolo di andare a Costantinopoli, in modo da supplicare l'imperatore Giustiniano (527-565) per farlo desistere dal proposito di nominare Giustiniana Prima come nuova capitale della Prefettura dell'Illiria in sostituzione di Salonicco. L'arcivescovo Aristeide era contro questa decisione, in quanto avrebbe degradato lo stato di Salonicco e diviso l'Illiria. Aristeide non poteva recarsi a Costantinopoli, per non lasciare la città priva del pastore, essendo incombente la minaccia dei barbari.
Davide si sottomise alle preghiere dell'arcivescovo e del popolo di Salonicco, al fine di realizzare la profezia dell'angelo che gli apparve mentre era sull'albero, per obbedienza al vescovo e per l'amore del popolo di Salonicco. Dopo molti anni di reclusione uscì dalla sua cella e vide il sole per la prima volta in molti anni. Il suo aspetto era cambiato. I suoi capelli erano cresciuti fino alla parte bassa della schiena e la barba cadeva lunga fino ai piedi. Insieme ai suoi due discepoli, Teodoro e Demetrio, partirono durante la notte per Costantinopoli. 
Quando arrivarono a Costantinopoli la sua fama lo precedeva e fu accolto con riverenza da parte del popolo di Bisanzio. Particolare fu l'accoglienza dell'imperatrice Teodora, che lo accompagnò nel palazzo e lo ospitò come se fosse un angelo in carne e ossa. Giustiniano era occupato in altre faccende quando Davide arrivò, ma fu impressionato dal suo santo aspetto quando, il giorno successivo, lo vide e ascoltò il suo caso davanti al Senato. Prima che Davide parlasse comunque si verificò un miracolo, lasciando tutti stupiti: Davide prese un pezzo di carbone acceso ed incenso nelle sue mani nude e insieme ai suoi discepoli sparse incenso sull'imperatore e l'intero Senato, e la sua mano non bruciava anche se la preghiera e la benedizione durarono per circa un'ora. Dopo questo Davide perorò la causa dell'arcivescovo Aristeide e Giustiniano si sottomise ai suoi desideri, in modo che lo stato di Salonicco rimase immodificato. Anche se gli storici menzionano il fatto che questa divisione dell'Illiria non ebbe mai effettivamente luogo, tendono a tralasciare il fatto che questo potrebbe essere avvenuto per l'impressione che il monaco Davide fece su Giustiniano imperatore.
Il monaco ripartì con la nave da Costantinopoli verso Salonicco. Tuttavia, quando arrivò a Thermes, in un luogo chiamato Emvolos (circa a 126 stadi dalla cella del Santo), rese il suo spirito al Signore dopo aver fatto richiesta ai suoi discepoli di seppellirlo al suo monastero. La nave proseguì verso il porto di Salonicco, ma un forte vento la scortò, come mosso dalla Provvidenza divina, e la nave attraccò nel punto in cui SS. Theodoulos e Agathopodus furono martirizzati, sul lato ovest della città. Appena appresa la notizia della sua morte, l'arcivescovo con una gran folla si riunirono per rendere l'estremo saluto e condurlo in processione fino al Monastero dei SS. Teodoro e Mercurio dove le sue reliquie furono composte in una bara di legno, secondo i suoi desideri.

## Culto
Circa 150 anni dopo la morte del Santo, nel 685-690, l'abate del monastero, Demetrio, aprì la sua tomba, al fine di prelevare una parte delle sue reliquie. Nel farlo, tuttavia, la lapide sulla tomba cadde, facendosi in pezzi. Questo fu visto dall'abate come un segno che non era volontà di san Davide che le sue reliquie fossero divise. Un monaco di Demetrio, di nome Sergio, presente quando avevano tentato di aprire il sepolcro del Santo e divenuto arcivescovo di Salonicco, nella ricorrenza dell'evento, aprì la tomba, che emanava un buon profumo dai resti incorrotti e, con cura, rimosse solo alcuni peli della barba e dalla testa del Santo, al fine di distribuirli ai fedeli per accrescere la loro fede ed aiutarli nella loro salvezza.
La tomba del Santo è rimasta indisturbata fino alla quarta crociata, nel 1204. Nel 1236 fu portata dai Crociati a Pavia e da lì trasferita a Milano nel 1967. Infine il 16 settembre 1978, grazie agli sforzi del metropolita Panteleimon di Salonicco, le sacre reliquie di san Davide sono state trionfalmente riportate a Salonicco e ospitate nella Basilica di San Demetrio megalomartire. Per celebrare questa festa è stata scritta una Messa dal famoso innografo Gerasimos Mikragiannanitis. Alla fine, le reliquie furono trasferite al katholikon del Monastero di Santa Teodora nel bel mezzo di Salonicco in una cappella circondata da icone della vita del Santo.